# Liste der Kulturdenkmäler in Hamburg-Rothenburgsort
Die Liste der Kulturdenkmäler in Hamburg-Rothenburgsort enthält die in der Denkmalliste ausgewiesenen Denkmäler auf dem Gebiet des Stadtteils Rothenburgsort der Freien und Hansestadt Hamburg.
Basis ist der Datensatz Denkmalliste Hamburg auf dem Transparenzportal Hamburg. Dieser enthält alle Objekte, die rechtskräftig nach dem Hamburger Denkmalschutzgesetz vom 5. April 2013 unter Denkmalschutz stehen (§ 6 Abs. 1 DSchG HA) oder zumindest zeitweise standen. Die Denkmalliste steht auch als PDF-Dokument zur Verfügung. Alle Denkmäler in Rothenburgsort, die schon nach dem Denkmalschutzgesetz vom 3. Dezember 1973, zuletzt geändert am 27. November 2007, unter Denkmalschutz standen, sind auch auf der Liste der Kulturdenkmäler im Hamburger Bezirk Hamburg-Mitte zu finden.

## Legende
- ID: Gibt die vom Denkmalschutzamt Hamburg vergebene Objekt-ID (Identifikationsnummer) des Kulturdenkmals an, (in Klammern gegebenenfalls die Denkmalnummer nach altem Denkmalschutzgesetz).
- Adresse: Nennt den Straßennamen und, wenn vorhanden, die Hausnummer des Kulturdenkmals. Die Grundsortierung der Liste erfolgt nach dieser Adresse.
- Art: Zeigt an, ob es ein Objekt („O“) oder ein Ensemble („E“) ist.
- Datierung: Gibt die Datierung an; das Jahr der Fertigstellung bzw. den Zeitraum der Errichtung.
- Ensemble: Gibt die Nummer des Ensembles an, zu der das Objekt gehört, bzw. bei Ensembles die Nummer des Ensembles selbst.

Hinweis: Die Grundsortierung der Liste erfolgt nach der Adresse und ist alternativ nach ID, Art (Objekt oder Ensemble), Typ, Datierung, Entwurf oder Kurzbeschreibung sortierbar.

| ID           | Adresse | Art | Typ | Kurzbeschreibung | Datierung                                                       | Entwurf                                                          | Ensemble | Bild           |
| ------------ | --- | --- | --- | --- | --------------------------------------------------------------- | ---------------------------------------------------------------- | -------- | -------------- |
| 14047        | Ausschläger Billdeich-Brücke (Lage) | O   | Brücke, Plattenbalkenbrücke, Trägerrostbrücke                                                          | Ausschläger Billdeichbrücke | 1932                                                            |                                                                  |          |                |
| 14059        | Ausschläger Elbdeich 3 (Lage) | O   | Wohnhaus                                                                                               | | 1867                                                            | nicht ermittelt                                                  |          |                |
| 30139        | Ausschläger Elbdeich 72, 72a (Lage) | E   | | Ausschläger Elbdeich 72, 72a |                                                                 |                                                                  | 30139    |                |
| 14054        | Ausschläger Elbdeich 72 (Lage) | O   | Speicher                                                                                               | | 1889/90                                                         |                                                                  | 30139    |                |
| 14055        | Ausschläger Elbdeich 72a (Lage) | O   | Werkstattgebäude                                                                                       | | 1890, um                                                        |                                                                  | 30139    |                |
| 14063        | Ausschläger Elbdeich 127 (Lage) | O   | Gaswerk (Gasmessanlage; Gelbkali-Fabrik; Gasförderanlage)                                              | | 1928                                                            |                                                                  |          | BW             |
| 14060        | Ausschläger Elbdeich o.Nr. (Lage) | O   | Denkmal                                                                                                | Freundschaftsdenkmal | 1791                                                            |                                                                  |          |                |
| 14066        | Billhafen-Löschplatz o.Nr. (Lage) | O   | Kran                                                                                                   | | 1950                                                            | Nilsson & Korte (Hebevorrichtung)/Kampnagel AG (Portalgestell)   |          |                |
| 14048        | Billhorner Brückenstraße 1 (Lage) | O   | Siedlungsbau                                                                                           | | 1927/28                                                         | Wegner, Willy                                                    |          |                |
| 14049        | Billhorner Brückenstraße 3 (Lage) | O   | Siedlungsbau                                                                                           | | 1927/28                                                         | Wegner, Willy                                                    |          |                |
| 14050        | Billhorner Brückenstraße 5 (Lage) | O   | Siedlungsbau                                                                                           | | 1927/28                                                         | Wegner, Willy                                                    |          |                |
| 14786        | Billhorner Brückenstraße 41 (Lage) | O   | Luftschutzbau, Turmbunker (Zombeck)                                                                    | | 1940–1941                                                       |                                                                  |          |                |
| 14425 (381)  | Billhorner Deich 2 (Lage) | O   | Druckausgleichsbehälter (Turmform)/Schornstein                                                         | Stadtwasserkunst, Turm zum Druckausgleich bzw. Schornstein des Kesselhauses, ehem. ("Wasserturm") | 1848                                                            | Lindley, William (Ingenieur); de Chateauneuf, Alexis (Architekt) |          |                |
| 28701        | Billhorner Deich 76 (Lage) | O   | Wohngebäude / Verwaltungsgebäude (Dienstgebäude)                                                       | | 1901/1903, ca.                                                  |                                                                  |          |                |
| 30136        | Billhorner Mühlenweg 104, 106, Billwerder Neuer Deich 15, 17, 19, 21, 23, 25, Hardenstraße 36, 38a, 38b, 38c, 38d, 38e, 38f, 42, 44 (Lage) | E   | | Billhorner Mühlenweg / Billwerder Neuer Deich / Hardenstraße |                                                                 |                                                                  | 30136    |                |
| 14438        | Billhorner Mühlenweg 104 (Lage) | O   | Etagenhaus                                                                                             | | 1900/01                                                         | Vicenz, Ernst                                                    | 30136    | BW             |
| 14439        | Billhorner Mühlenweg 106 (Lage) | O   | Etagenhaus                                                                                             | | 1900/01                                                         | Vicenz, Ernst                                                    | 30136    |                |
| 14062 (1800) | Billhorner Röhrendamm 4 (Lage) | O   | Tankstelle                                                                                             | Großtankstelle Brandshof | 1953                                                            | Mastiaux, Wilhelm/Rummel, Ulrich                                 |          |                |
| 30138        | Billhorner Röhrendamm 151, Marckmannstraße östl. Nr. 38 (Lage)                                                                             | E   | | Kirche St. Erich Rothenburgsort | 1961–1963                                                       | Hofbauer, Reinhard                                               | 30138    | weitere Bilder |
| 14052        | Billhorner Röhrendamm 151 (Lage) | O   | Gemeindehaus/Pfarrhaus                                                                                 | | 1961–1963                                                       | Hofbauer, Reinhard                                               | 30138    |                |
| 43361        | Billstraße 185 (Lage) | O   | Fabrikanlage                                                                                           | Billstraße 185, Norddeutsche Grossverzinkerei Apparatebau Carl Sager, Fabrikanlage mit zwei in die Grundstückstiefe gestreckten Hallenbauten und einen zweigeschossigen Bürobau, dazwischen Einfahrt: Bürobau     | 1928, um; 1943 (Wiederaufbau einer Montagehalle)                | Müller, W. (Wiederaufbau)                                        | 29323    |                |
| 43362        | Billstraße 185 (Lage) | O   | Fabrikanlage                                                                                           | Billstraße 185, Norddeutsche Grossverzinkerei Apparatebau Carl Sager, Fabrikanlage mit zwei in die Grundstückstiefe gestreckten Hallenbauten und einen zweigeschossigen Bürobau, dazwischen Einfahrt: Fabrikhalle | 1928, um; 1943 (Wiederaufbau einer Montagehalle)                | Müller, W. (Wiederaufbau)                                        | 29323    | BW             |
| 43363        | Billstraße 185 (Lage) | O   | Fabrikanlage                                                                                           | Billstraße 185, Norddeutsche Grossverzinkerei Apparatebau Carl Sager, Fabrikanlage mit zwei in die Grundstückstiefe gestreckten Hallenbauten und einen zweigeschossigen Bürobau, dazwischen Einfahrt: Fabrikhalle | 1928, um; 1943 (Wiederaufbau einer Montagehalle)                | Müller, W. (Wiederaufbau)                                        | 29323    | BW             |
| 14061        | Billstraße 186 (Lage) | O   | Fabrikgebäude (Fabrikhalle)                                                                            | | 1950                                                            | Schwethelm, G.                                                   |          |                |
| 14440        | Billwerder Neuer Deich 15 (Lage) | O   | Etagenhaus                                                                                             | | 1900/01                                                         | Vicenz, Ernst                                                    | 30136    | BW             |
| 14036        | Billwerder Neuer Deich 17 (Lage) | O   | Etagenhaus                                                                                             | | 1900/01                                                         | Vicenz, Ernst                                                    | 30136    | BW             |
| 14441        | Billwerder Neuer Deich 19 (Lage) | O   | Etagenhaus                                                                                             | | 1900/01                                                         | Vicenz, Ernst                                                    | 30136    | BW             |
| 14442        | Billwerder Neuer Deich 21 (Lage) | O   | Etagenhaus                                                                                             | | 1900/01                                                         | Vicenz, Ernst                                                    | 30136    | BW             |
| 14037        | Billwerder Neuer Deich 23 (Lage) | O   | Etagenhaus                                                                                             | | 1900/01                                                         | Vicenz, Ernst                                                    | 30136    | BW             |
| 45371        | Billwerder Neuer Deich 24, 28 (Lage) | O   | Gewerbekomplex; (Lager- und Abfüllanlagen mit Garagen, Verwaltungs-, Pförtner- und Wohngebäuden u. a.) | Reichsmonopolverwaltung für Branntwein (Verwertungsstelle, Abteilung Hamburg), ehem | 1936 / 1939; 1945, nach (Erweiterung / Anbau, Ergänzungsbauten) | Reichsbauamt Hamburg-Ost (Herbrechter, Paul / Lübcke, E.)        | 45371    |                |
| 14443        | Billwerder Neuer Deich 25 (Lage) | O   | Etagenhaus                                                                                             | | 1900/01                                                         | Vicenz, Ernst                                                    | 30136    |                |
| 14056        | Borsigbrücke o.Nr. (Lage) | O   | Brücke                                                                                                 | Borsigbrücke | 1910, um                                                        |                                                                  |          |                |
| 14038        | Brandshofer Deich 2 (Lage) | O   | Verwaltungsgebäude / Wohnhaus                                                                          | Hafenamt 3 | 1909, um                                                        |                                                                  |          |                |
| 30137        | Brandshofer Deich 64, 66, 114, 114a, 116, 118, auf dem Grundstück von Nr. 114–118 (Lage)                                                   | E   | | Brandshofer Deich 64-66, 114-118 |                                                                 |                                                                  | 30137    | weitere Bilder |
| 14039 (1847) | Brandshofer Deich 64 (Lage) | O   | Wohngebäude                                                                                            | | 1924                                                            | Hoyer, Otto                                                      | 30137    |                |
| 14040 (1847) | Brandshofer Deich 66 (Lage) | O   | Wohngebäude                                                                                            | | 1924                                                            | Hoyer, Otto                                                      | 30137    |                |
| 14041 (1847) | Brandshofer Deich 114 (Lage) | O   | Verwaltungsgebäude; Einfriedung                                                                        | | 1925/26                                                         | Hoyer, Otto                                                      | 30137    |                |
| 14042 (1847) | Brandshofer Deich 114a (Lage) | O   | Verwaltungsgebäude; Einfriedung                                                                        | | 1925/26                                                         | Hoyer, Otto                                                      | 30137    |                |
| 14043 (1847) | Brandshofer Deich 116 (Lage) | O   | Verwaltungsgebäude; Einfriedung                                                                        | | 1925/26                                                         | Hoyer, Otto                                                      | 30137    |                |
| 14044 (1847) | Brandshofer Deich 118 (Lage) | O   | Verwaltungsgebäude; Einfriedung                                                                        | | 1925/26                                                         | Hoyer, Otto                                                      | 30137    |                |
| 14045        | Brandshofer Deich auf dem Grundstück von Nr. 114–118 (Lage)                                                                                | O   | Lagerhaus                                                                                              | | 1925/26; 1950er Jahre (Wiederaufbau)                            |                                                                  | 30137    |                |
| 14051 (835)  | Bullenhuser Damm 92, 94 (Lage) | O   | Schulgebäude                                                                                           | Volksschule am Bullenhuser Damm (von 1980 bis 1987: Janusz-Korczak-Schule) | 1908–1910                                                       | Erbe, Albert                                                     |          | weitere Bilder |
| 14065        | Großmannstraße 136 (Lage) | O   | Fabrikgebäude (Fabrikhallen)                                                                           | | 1943                                                            | Uhlmann & Co.                                                    |          |                |
| 14444        | Hardenstraße 36 (Lage) | O   | Etagenhaus                                                                                             | | 1900/01                                                         | Vicenz, Ernst                                                    | 30136    |                |
| 14445        | Hardenstraße 38a (Lage) | O   | Etagenhaus                                                                                             | | 1900/01                                                         | Vicenz, Ernst                                                    | 30136    |                |
| 14029        | Hardenstraße 38b (Lage) | O   | Etagenhaus                                                                                             | | 1900/01                                                         | Vicenz, Ernst                                                    | 30136    |                |
| 14030        | Hardenstraße 38c (Lage) | O   | Etagenhaus                                                                                             | | 1900/01                                                         | Vicenz, Ernst                                                    | 30136    |                |
| 14031        | Hardenstraße 38d (Lage) | O   | Etagenhaus                                                                                             | | 1900/01                                                         | Vicenz, Ernst                                                    | 30136    |                |
| 14032        | Hardenstraße 38e (Lage) | O   | Etagenhaus                                                                                             | | 1900/01                                                         | Vicenz, Ernst                                                    | 30136    |                |
| 14033        | Hardenstraße 38f (Lage) | O   | Etagenhaus                                                                                             | | 1900/01                                                         | Vicenz, Ernst                                                    | 30136    |                |
| 14034        | Hardenstraße 42 (Lage) | O   | Etagenhaus                                                                                             | | 1900/01                                                         | Vicenz, Ernst                                                    | 30136    |                |
| 14035        | Hardenstraße 44 (Lage) | O   | Etagenhaus                                                                                             | | 1900/01                                                         | Vicenz, Ernst                                                    | 30136    | BW             |
| 30194        | Kaltehofe-Hauptdeich 7, o.Nr., neben Nr. 7, Kaltehofe-Hinterdeich gegenüber Nr. 17 und 19 (Lage)                                           | E   | | Filterwerk Kaltehofe Kaltehofe-Hauptdeich / Kaltehofe-Hinterdeich |                                                                 |                                                                  | 30194    | weitere Bilder |
| 14431        | Kaltehofe-Hauptdeich 7 (Lage) | O   | Betriebsgebäude                                                                                        | Betriebsgebäude (Villa Kaltehofe) | 1891/93                                                         | Baudeputation, Ingenieurwesen (unter Meyer, Franz Andreas)       | 30194    | weitere Bilder |
| 14432        | Kaltehofe-Hauptdeich neben Nr. 7 (Lage) | O   | Betriebsgebäude (Nebengebäude)                                                                         | Betriebsgebäude | 1891/93                                                         | Baudeputation, Ingenieurwesen (unter Meyer, Franz Andreas)       | 30194    | BW             |
| 14828        | Kaltehofe-Hauptdeich o.Nr. (Lage) | O   | Filterwerk (Sandfiltration)                                                                            | Filterwerk Kaltehofe | 1891/93                                                         | Baudeputation, Ingenieurwesen (unter Meyer, Franz Andreas)       | 30194    |                |
| 14429        | Kaltehofe-Hauptdeich o.Nr. (Lage) | O   | Straßenbrücke (Autobahn)                                                                               | Autobahnbrücke über die Norderelbe | 1959/63                                                         | Freese, Harro/Jux, Egon                                          |          | weitere Bilder |
| 14433        | Kaltehofe-Hinterdeich gegenüber Nr. 17 und 19 (Lage)                                                                                       | O   | Entleerungspumpwerk                                                                                    | [[Stiftung Wasserkunst Elbinsel Kaltehofe\|]] | 1891/93                                                         | Baudeputation, Ingenieurwesen (unter Meyer, Franz Andreas)       | 30194    |                |
| 29325        | Liebigbrücke (Lage) | O   | Brücke                                                                                                 | Liebigstraße/Mühlenhagen, Liebig-Brücke über den Tiefstackkanal, Brücke mit "Brückenkopf" und anschließender Mauer                                                                                                | 1910, um                                                        |                                                                  |          |                |
| 29326        | Marckmannstraße 129a (Lage) | O   | Krankenhausanlage                                                                                      | Marckmannstraße 129a; ehem. Schulanlage und Kinderkrankenhaus Rothenburgsort | 1914/16; 1927/28                                                | Martens, Walter/Grell & Pruter (Grell, Henry/Pruter, Peter)      |          | weitere Bilder |
| 14057 (1450) | Marckmannstraße 195 (Lage) | O   | Luftschutzbau, Bunkerhaus                                                                              | | 1940, um                                                        |                                                                  |          | weitere Bilder |
| 14053        | Marckmannstraße östl. Nr. 38 (Lage) | O   | Kirchengebäude                                                                                         | Kirche St. Erich | 1961–1963                                                       | Hofbauer, Reinhard                                               | 30138    | weitere Bilder |
| 30195        | Moorfleeter Hauptdeich 81, südöstlich von Nr. 81 (Lage)                                                                                    | E   | | Schöpf- und Vorklärwerk Billwerder Insel |                                                                 |                                                                  | 30195    |                |
| 14437        | Moorfleeter Hauptdeich 81 (Lage) | O   | Betriebsgebäude (Laborgebäude, Verwaltungsgebäude, Beamtenwohnhaus)                                    | | 1891/93                                                         | Baudeputation, Ingenieurwesen (unter Meyer, Franz Andreas)       | 30195    |                |
| 14434        | Moorfleeter Hauptdeich südöstlich von Nr. 81 (Lage)                                                                                        | O   | Schöpfpumpwerksgebäude                                                                                 | | 1891–93                                                         | Baudeputation, Ingenieurwesen (unter Meyer, Franz Andreas)       | 30195    | BW             |
| 14830        | Moorfleeter Hauptdeich südöstlich von Nr. 81 (Lage)                                                                                        | O   | Betriebsgebäude                                                                                        | | 1891–93                                                         | Baudeputation, Ingenieurwesen (unter Meyer, Franz Andreas)       | 30195    | BW             |
| 14064        | Mühlenhagen 143 (Lage) | O   | Lagerhalle (mit Kopfbau)                                                                               | | 1955/56                                                         | Thormann, W.                                                     |          |                |
| 29324        | Vierländer Damm 1 (Lage) | O   | Kirchengebäude                                                                                         | St. Thomaskirche, Kirchengebäude mit Turm des Vorgängerbaus, Zwischentrakt und Sakristei | 1883/85; 1955/57                                                | Grassmann, Carl Heinrich; Kindt, Otto                            |          | weitere Bilder |
| 30193        | Vierländer Damm 274, 274a, 274b, 276 (Lage)                                                                                                | E   | | Terrassenanlage Vierländer Damm 274-276 |                                                                 |                                                                  | 30193    |                |
| 14424 (1353) | Vierländer Damm 274 (Lage) | O   | Wohngebäude (Vorderhaus, Wohnterrasse)                                                                 | | 1881–1882                                                       |                                                                  | 30193    | BW             |
| 14426 (1353) | Vierländer Damm 274a (Lage) | O   | Wohngebäude (Hinterhaus, Wohnterrasse)                                                                 | | 1881–1882                                                       |                                                                  | 30193    | BW             |
| 14427 (1353) | Vierländer Damm 274b (Lage) | O   | Wohngebäude (Hinterhaus, Wohnterrasse)                                                                 | | 1881–1882                                                       |                                                                  | 30193    | BW             |
| 14428 (1353) | Vierländer Damm 276 (Lage) | O   | Wohngebäude (Vorderhaus, Wohnterrasse)                                                                 | | 1881–1882                                                       |                                                                  | 30193    | BW             |